# Mercat Nou (metropolitana di Barcellona)
Mercat Nou è una stazione della Linea 1 della metropolitana di Barcellona situata nel distretto di Sants-Montjuïc di Barcellona.
Durante il 2008 e i primi sei mesi del 2009 la stazione è stata chiusa per lavori di ristrutturazione, infatti è stata completamente ricostruita coperta; la stazione ha riaperto al pubblico il 30 giugno 2009.
L'antica stazione di superficie era stata inaugurata nel 1926 con il nome di Mercado Nuevo e faceva parte dell'antico tracciato del Ferrocarril Metropolitano Trasversal. Nel 1982 con la riorganizzazione delle linee la stazione è passata alla L1 ed ha assunto l'attuale nome in catalano.